# Argentina ved sommer-OL 2024
Argentina  deltog under Sommer-OL 2024 i Paris i Frankrig i perioden 26. juli til 11. august 2024. 
Den 3. juli 2024 udnævnte den argentinske olympiske komité volleyballspilleren Luciano De Cecco og landhockeyspilleren Rocío Sánchez Moccia som flagbærere for åbningsceremonien.

## Medaljer
| 2024 Paris | Guld | Sølv | Bronze | Total |
| Argentina  | 1    | 1    | 1      | 3     |

### Medaljevinderne
| Argentina under sommer-OL 2024 i Paris | Argentina under sommer-OL 2024 i Paris | Argentina under sommer-OL 2024 i Paris | Argentina under sommer-OL 2024 i Paris | Argentina under sommer-OL 2024 i Paris |
| Medalje                                | Navn | Sport                                  | Event                                  | Dato                                   |
| -------------------------------------- | --- | -------------------------------------- | -------------------------------------- | -------------------------------------- |
| Guld                                   | José Torres | Cykling                                | BMX freestyle menn                     | 31. juli                               |
| Sølv                                   | Mateo Majdalani Eugenia Bosco | Sejlsport                              | Mixed Nacra 17                         | 8. august                              |
| Bronze                                 | Argentinas landshold i hockey - Sofía Toccalino Agustina Gorzelany Valentina Raposo Agostina Alonso Agustina Albertario María José Granatto Cristina Cosentino Rocío Sánchez Moccia Victoria Sauze Sofía Cairó Eugenia Trinchinetti Lara Casas Juana Castellaro Pilar Campoy Julieta Jankunas Zoe Díaz | Hockey                                 | Damernes turnering                     | 9. august                              |